# Alstonia congensis
Alstonia congensis là một loài thực vật có hoa trong họ La bố ma. Loài này được Engl. mô tả khoa học đầu tiên năm 1887.